# アイゾメヒカゲタケ
アイゾメヒカゲタケ、学名Panaeolus cyanescensは、ヒカゲタケ属に属すキノコである。マジックマッシュルーム。Copelandia cyanescensの名でも知られる。本キノコはパナエオルス・トロピカリス Panaeolus tropicalis の近縁種である。

## 説明
- 傘: 1-2センチメートルで、若い時は丸山形、饅頭型となり、平らになる青変する[1]。古ワラ色から黄土色、成熟により黒ずむ[1]。
- ひだ:やや密。白から黒紫色となる[1]。
- 柄: 高さ4-8cm、細さ1-5mm、細い管状、地中では毛羽立っている[1]。
- 胞子: 黒赤褐色で、正面は六角形、10 - 14 x 6 - 7.5 µm[1]。側面はカマボコ形、表面は平滑で発芽孔あり[1]。
- 味、臭い: 無味無臭[1]。

青変する。

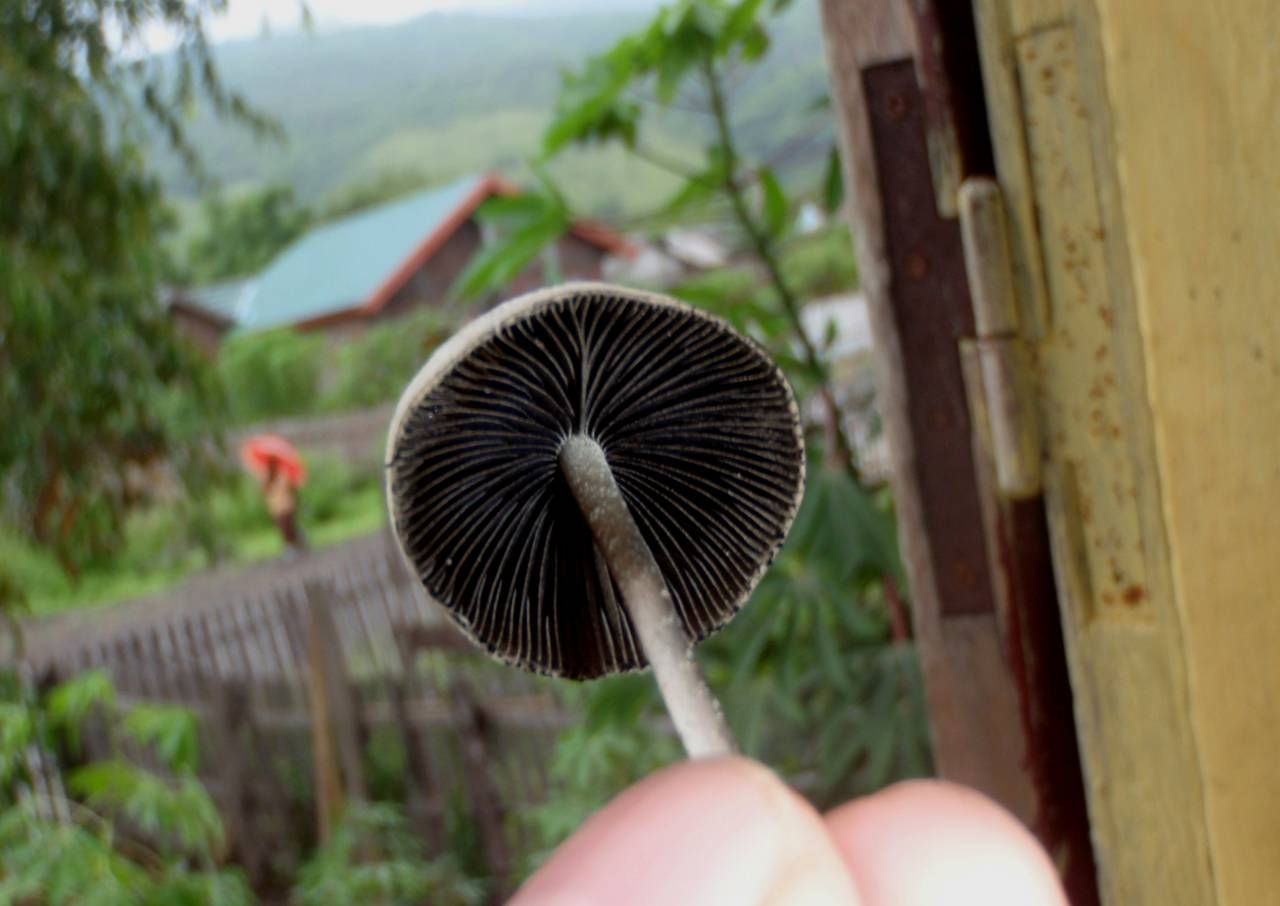
ひだ。

## 生息と分布
アイゾメヒカゲタケは、両半球の熱帯また新熱帯地域に発生する好糞性の種である。
以下に確認されている。
アフリカ（南アフリカ共和国、マダガスカル、ザイールなど）、オーストラリア、タスマニア州、バリ島、ベリーズ、ブラジル、ボルネオ島、カリブ（バミューダ、グレナダ、ジャマイカ、トリニダード島）、プエルトリコ、コスタリカ、インド、インドネシア（スマトラ島を含む）、スリランカ、タイ、欧州（オーストリア、フランス、イギリス、ルクセンブルク、スペイン、スイスなど）、日本、ニュージーランド、メキシコ、オセアニア（フィジー、サモアなど）、フィリピン、南アメリカ（ボリビア、ブラジル、パラグアイ、コロンビア、ベネズエラ）、米国（カリフォルニア州、ハワイ州、ルイジアナ州、ミシシッピ州、アラバマ州、フロリダ州、テキサス州、ルイジアナ州南部）。
日本では石川県のハマニンニク生息地、沖縄に確認例がある、小笠原諸島。

## 毒
幻覚成分のシロシビンを含有する。沖縄に自生する本きのこからは、重量当たりシロシビンが傘0.42%（0.26-0.73の範囲）、柄0.16%（0.08-0.29%）で含まれていた。

## ギャラリー

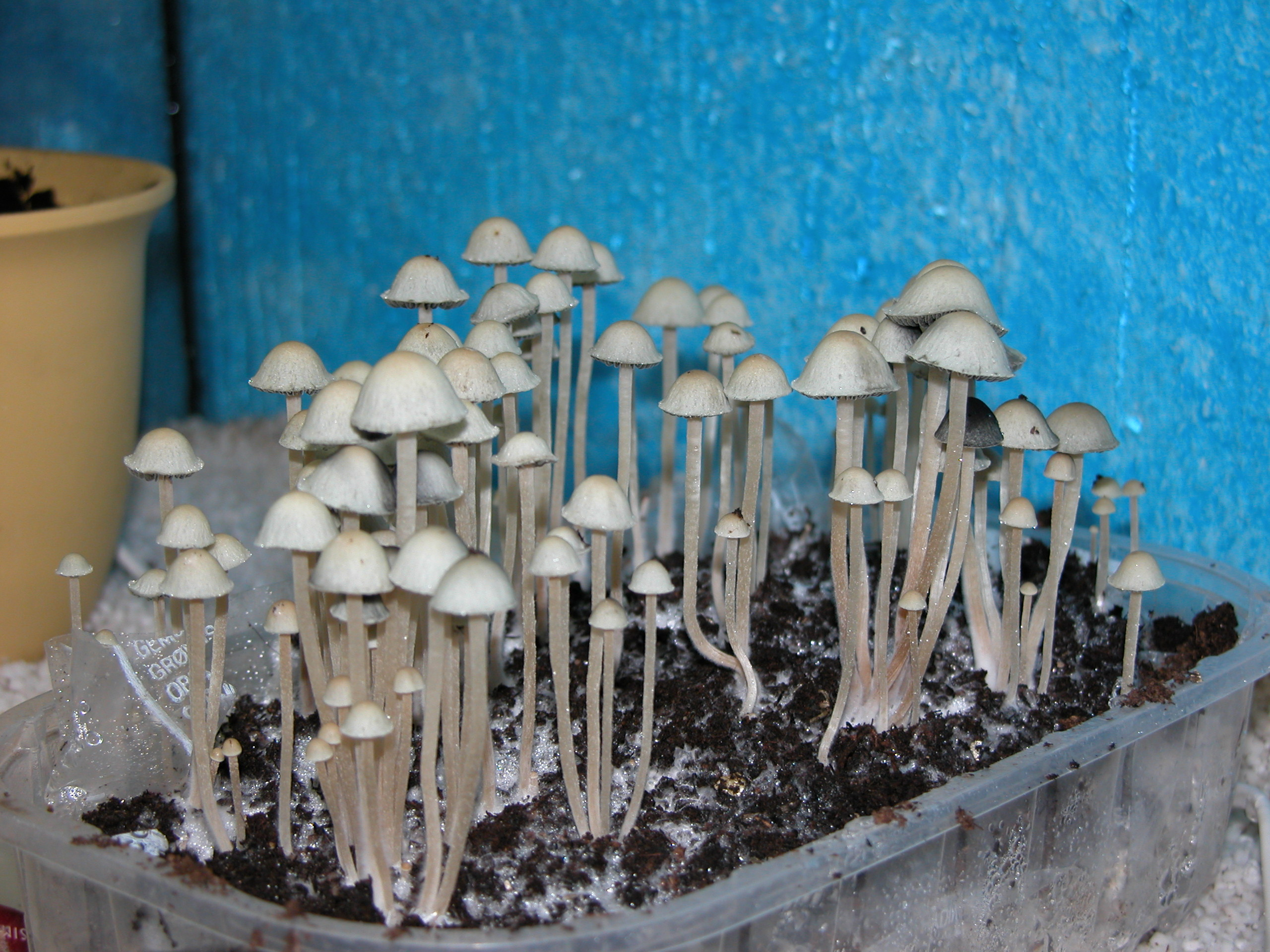
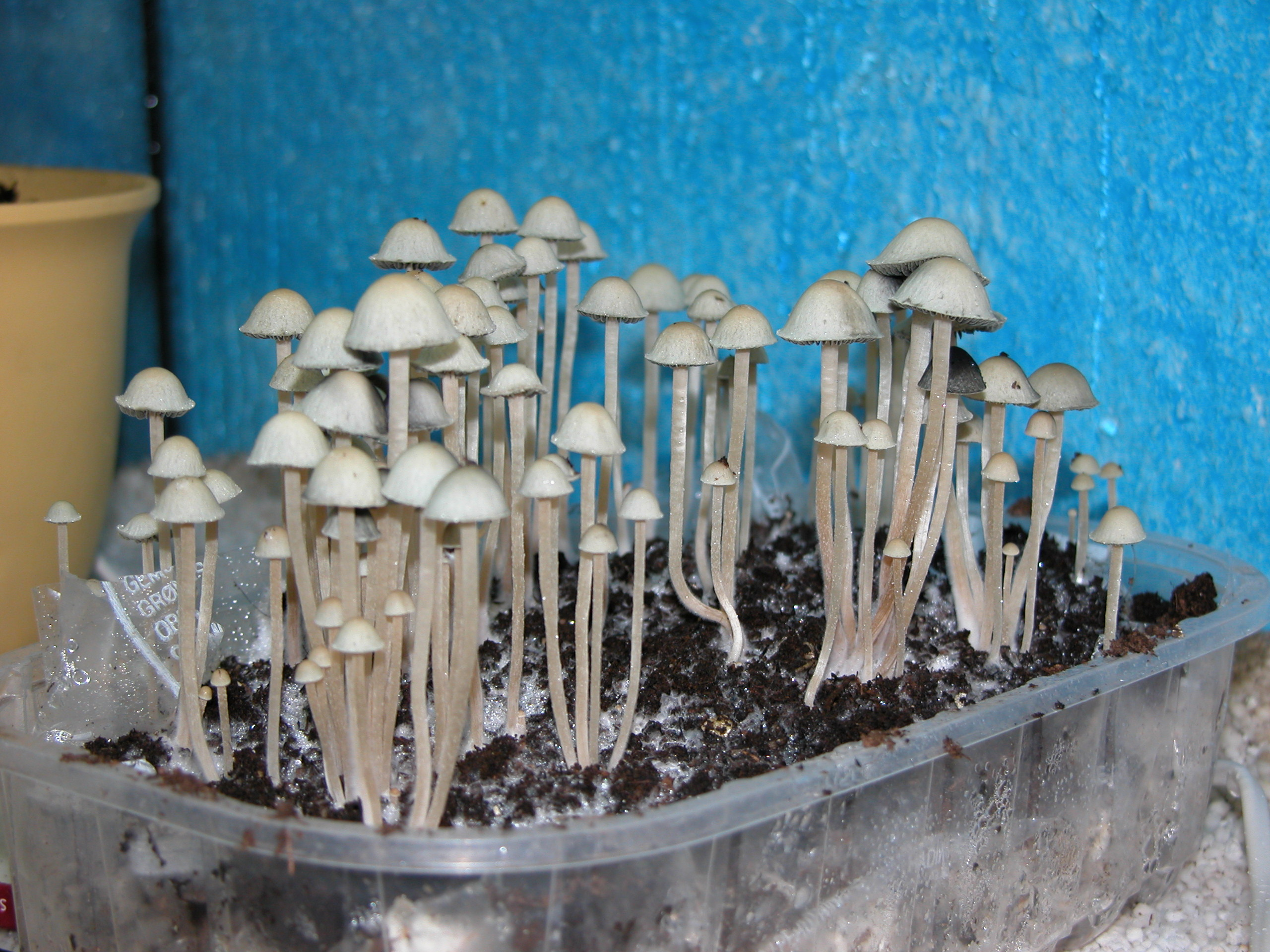
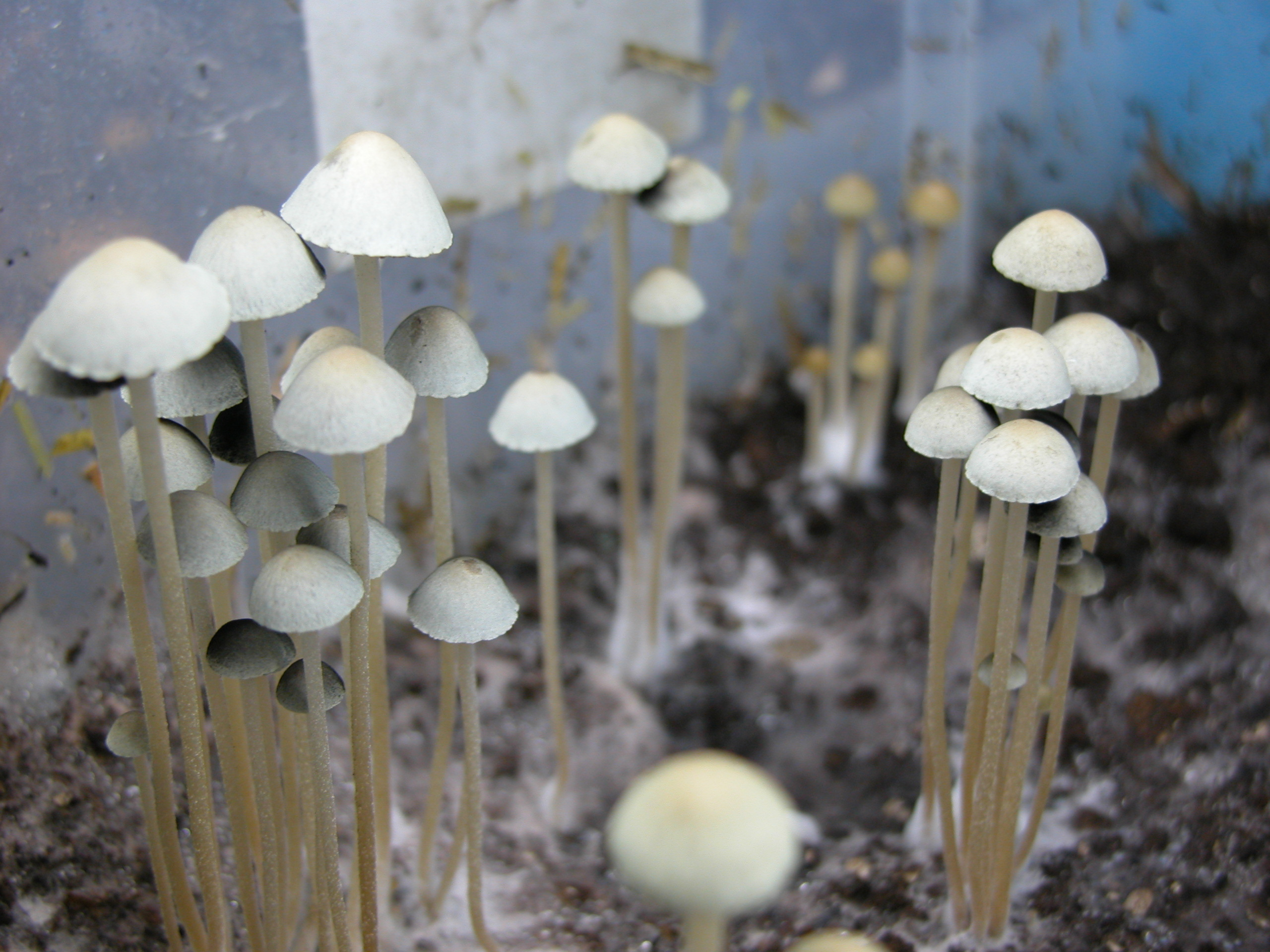
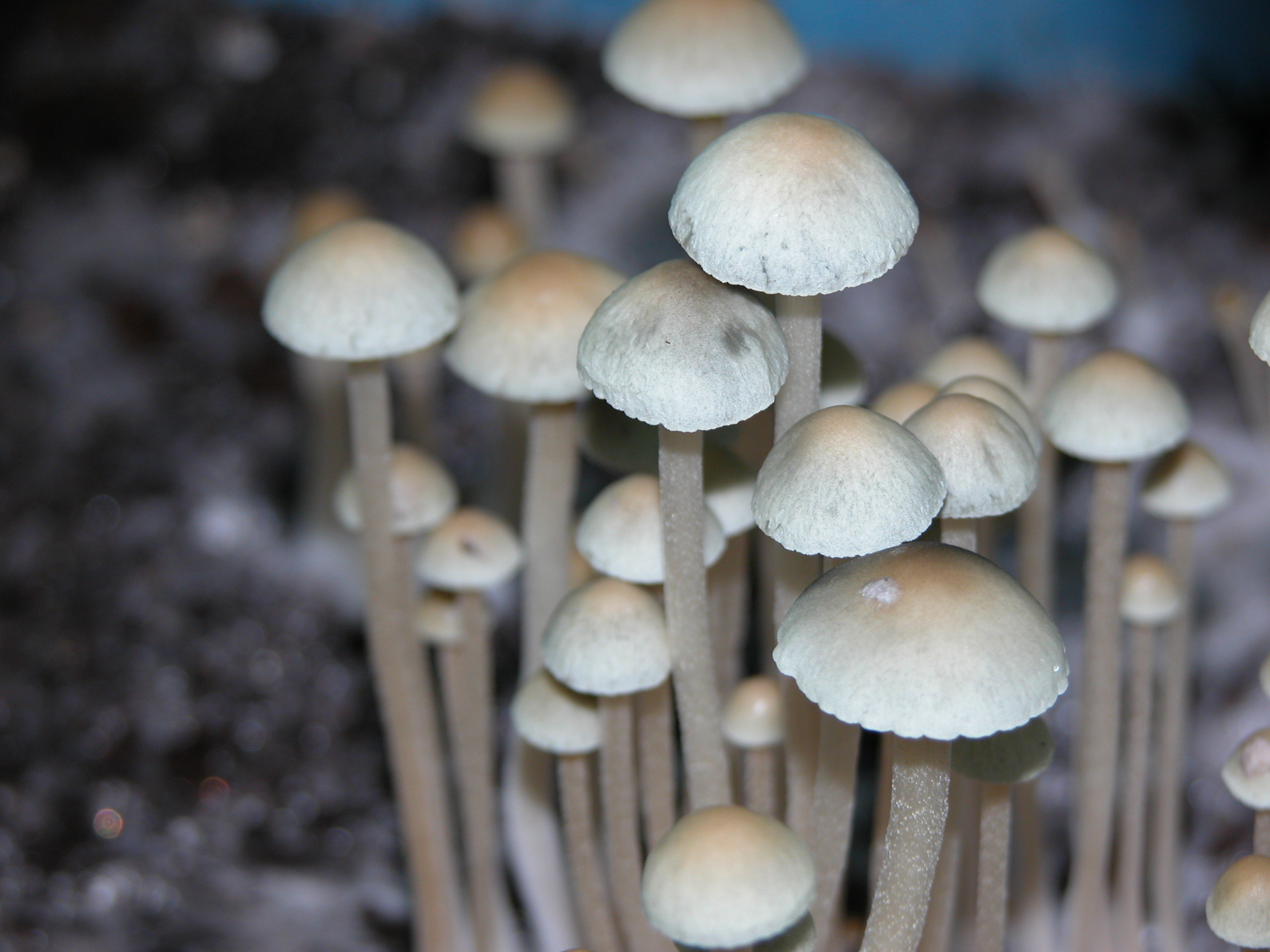